# Mostafá Kavakebián
Mostafá Kavakebián (n. Semnán, 18 de marzo de 1963) es un político reformista iraní, diputado de la provincia de Semnán en la octava legislatura de la Asamblea Consultiva Islámica de Irán (2008-2012).  Es catedrático de Ciencias políticas en la Universidad Allamé Tabatabaí de Teherán, secretario general fundador desde 2000 del Partido de la Democracia (Hezb-e Mardomsalarí) y director del diario del mismo nombre.
Tras retirar su candidatura en la elección presidencial de 2005 por falta de popularidad según los sondeos, en la presidencial de 2009 participó en la promoción de la candidatura de Mir Hosein Musaví. 
En 2013, Saidikiá presentó su candidatura para la elección presidencial, pero ésta fue rechazada el 22 de mayo por el Consejo de Guardianes.